# Раджив Ганди Кхел Ратна
Раджив Ганди Кхел Ратна (хинди राजीव गांधी खेल रत्न, буквально «спортивный драгоценный камень Раджива Ганди»), с 2021 года — Майор Дхиан Чанд Кхел Ратна (хинди मेजर ध्यानचंद खेल रत्न पुरस्कार) — высшая спортивная награда Индии. Представляет собой премию, вручаемую за наиболее выдающиеся спортивные достижения в течение прошедшего года. Премия учреждена в 1991—1992 годах и впервые была вручена в 1992 году.

## Описание
Награда Раджив Ганди Кхел Ратна учреждена в 1991 году как высшая спортивная награда Индии, вручаемая лучшему спортсмену страны за истекший год (учреждённая ранее «премия Арджуна» вручается лучшим спортсменам в отдельных видах спорта). Премия названа в честь покойного премьер-министра Индии Раджива Ганди.
Лауреат Раджив Ганди Кхел Ратна получает денежную сумму в 750 тысяч рупий, освобождённую от налогов. Денежная премия сопровождается вручением медали и почётной грамоты.

## Порядок вручения
Премия Раджив Ганди Кхел Ратна вручается за наиболее выдающиеся спортивные достижения на протяжении истёкшего года на уровне Олимпийских игр, Азиатских игр, игр Содружества, чемпионатов и кубков мира и соревнований аналогичного уровня представительства. Премия присуждается специальной комиссией, которую назначает правительство Индии. В состав комиссии входят 13 человек: десять спортсменов и три спортивных администратора, включая генерального директора Министерства спорта Индии. При этом, за исключением представителей официальных ведомств, членом комиссии вновь можно становиться не раньше, чем через два года. Кандидатов на премию имеют право выдвигать все национальные спортивные федерации Индии (от одного до трёх номинантов в каждом виде спорта), генеральный директор Министерства спорта Индии (до трёх кандидатов) и лауреаты предыдущих лет (по одному кандидату).
Награда присуждается только отдельным спортсменам, но не командам, даже если лауреат добился успехов в командном виде спорта. В год присуждается только одна премия; исключение может быть сделано для таких экстраординарных случаев, как завоевание олимпийской медали. Спортсмен может быть удостоен премии Раджив Ганди Кхел Ратна только один раз за карьеру.

## Лауреаты
Лауреаты Раджив Ганди Кхел Ратма
Среди лауреатов премии — чемпион мира по шахматам Вишванатан Ананд, олимпийский чемпион по стрельбе Абхинав Биндра, многократная чемпионка мира по боксу Мэри Ком, чемпион мира по бильярду и снукеру Панкадж Адвани и лидеры национальных сборных по хоккею на траве и крикету. Многие из лауреатов получили награду ещё до того, как достигли своих лучших результатов.
| Год     | Лауреат                                                                | Вид спорта                                                               |
| ------- | ---------------------------------------------------------------------- | ------------------------------------------------------------------------ |
| 1991-92 | Вишванатан Ананд                                                       | Шахматы                                                                  |
| 1992-93 | Гит Сетхи                                                              | Бильярд                                                                  |
| 1993-94 | Хоми Мотивала Пушпендра Кумар Гарг                                     | Парусный спорт                                                           |
| 1994-95 | Карнам Маллесвари                                                      | Тяжёлая атлетика                                                         |
| 1995-96 | Кунджарани Деви                                                        | Тяжёлая атлетика                                                         |
| 1996-97 | Леандер Паес                                                           | Теннис                                                                   |
| 1997-98 | Сачин Тендулкар                                                        | Крикет                                                                   |
| 1998-99 | Джотирмайи Сикдар                                                      | Лёгкая атлетика                                                          |
| 1999-00 | Дханрадж Пиллаи                                                        | Хоккей на траве                                                          |
| 2000-01 | Пуллела Гопичанд                                                       | Бадминтон                                                                |
| 2001    | Абхинав Биндра                                                         | Пулевая стрельба                                                         |
| 2002    | Анджали Бхагват К. М. Бинамол                                          | Пулевая стрельба Лёгкая атлетика                                         |
| 2003    | Анджу Бобби Джордж                                                     | Лёгкая атлетика                                                          |
| 2004    | Раджьявардхан Сингх Ратхор                                             | Стендовая стрельба                                                       |
| 2005    | Панкадж Адвани                                                         | Бильярд, снукер                                                          |
| 2006    | Манавджит Сингх Сандху                                                 | Стендовая стрельба                                                       |
| 2007    | Махендра Сингх Дхони                                                   | Крикет                                                                   |
| 2008    | Не вручалась                                                           | Не вручалась                                                             |
| 2009    | Мэри Ком Виджендер Сингх Сушил Кумар                                   | Бокс (ж) Бокс (м) Вольная борьба                                         |
| 2010    | Саина Нехвал                                                           | Бадминтон                                                                |
| 2011    | Гаган Наранг                                                           | Пулевая стрельба                                                         |
| 2012    | Виджай Кумар Йогешвар Дутт                                             | Пулевая стрельба Вольная борьба                                          |
| 2013    | Ронжан Содхи                                                           | Пулевая стрельба                                                         |
| 2014    | Не вручалась                                                           | Не вручалась                                                             |
| 2015    | Саня Мирза                                                             | Теннис                                                                   |
| 2016    | П. В. Синдху Дипа Кармакар Джиту Рай Сакши Малик                       | Бадминтон Гимнастика Стрельба Борьба                                     |
| 2017    | Девендра Джаджхария Сардар Сингх                                       | Параолимпийская атлетика Хоккей на траве                                 |
| 2018    | Саикхом Мирабаи Чану Вират Кохли                                       | Тяжёлая атлетика Крикет                                                  |
| 2019    | Дипа Малик Баджранг Пуния                                              | Параолимпийская атлетика Борьба                                          |
| 2020    | Рохит Шарма Марияппан Тхангавелу Маника Батра Винеш Пхогат Рани Рампал | Крикет Параолимпийская атлетика Настольный теннис Борьба Хоккей на траве |

1. ↑  Два лауреата составляют команду
2. 1 2 3 4 5 6 7 8  Награда разделена